# Igname
Ne doit pas être confondu avec manioc ou Iguane.
Taxons concernés
- plusieurs espèces du genre Dioscorea
- la patate douce  (Ipomoea batatas) (au Canada)modifier

« Igname »  est un nom vernaculaire ambigu désignant en français plusieurs espèces de plantes à fleurs appartenant au genre Dioscorea, famille des Dioscoreaceae, cultivées dans toutes les régions tropicales du globe terrestre, dans un but alimentaire, pour leurs tubercules riches en amidon. Le terme désigne aussi le tubercule lui-même consommé comme légume-racine.  En Amérique du Nord et au Canada, ce qu'on appelle igname est souvent en fait une patate douce. C'est un ingrédient du traditionnel foufou.

## Étymologie
« Igname » se traduit par « yam » en anglais. Cela vient d’une racine africaine « nyam » qui signifie « manger » et que l’on retrouve dans plusieurs langues africaines : « yamyam » en haoussa, « nyama » en zoulou. dérivé du foufou 

## Parmi le genreDioscorea

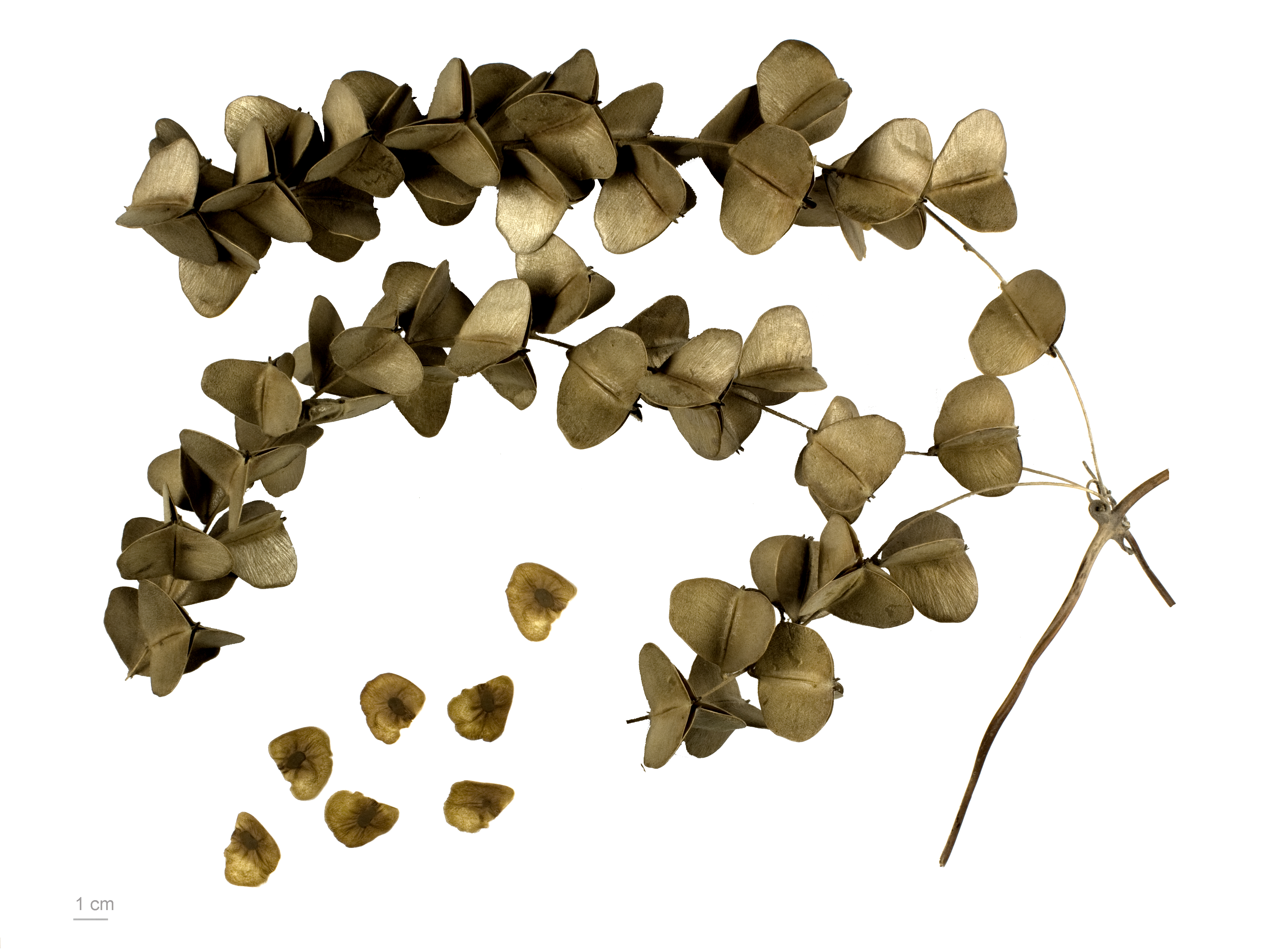
Dioscorea sp..

### Principales espèces cultivées
« Ignames » désigne les espèces du genre Dioscorea dont le tubercule est comestible. D'autres espèces de ce genre, comme le Tamier commun d'Europe, ont un tubercule toxique et ne sont pas nommées ainsi.
- L'igname ailée ou grande igname, Dioscorea alata L.
- L'igname de Chine, ou shanyao (山药, shān yào) Dioscorea polystachya Turcz.
- L'igname bulbifère, hoffe, pomme en l'air ou masako, Dioscorea bulbifera L. Igname amère, Dioscorea dumetorum

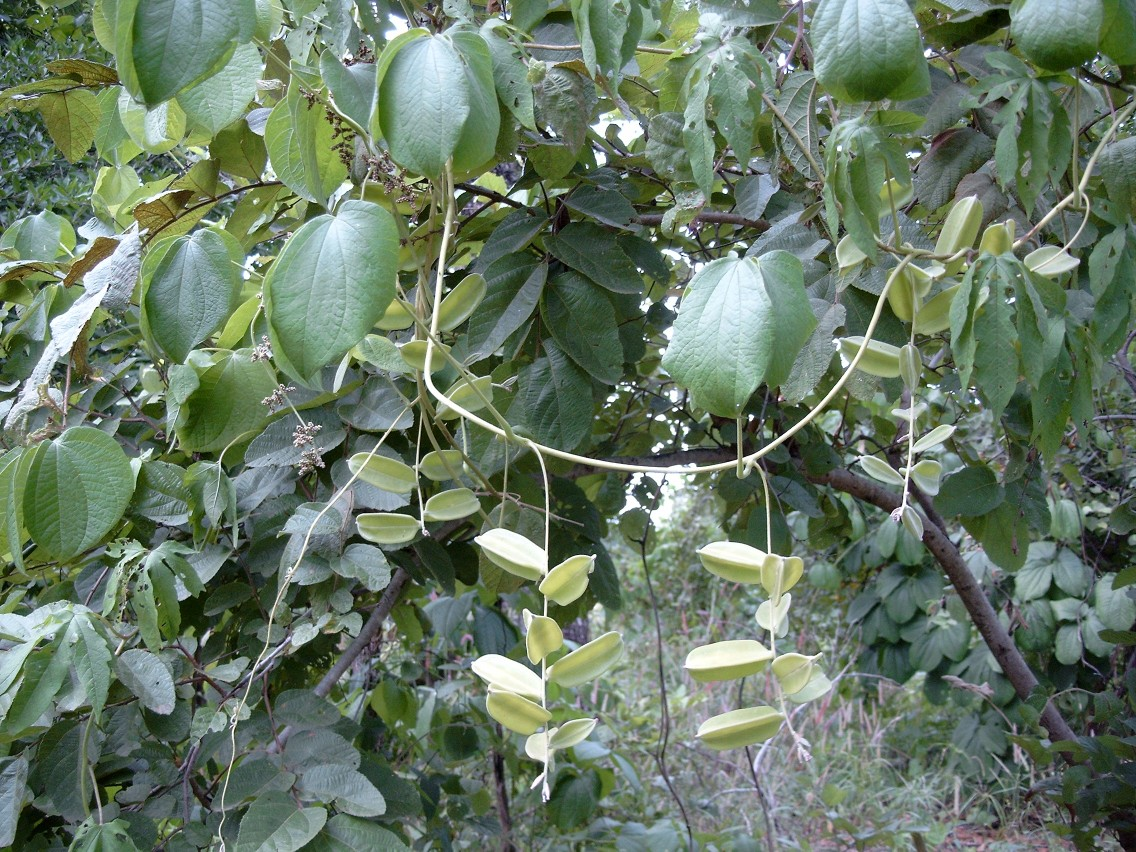
Igname amère, Dioscorea dumetorum

- L'igname de Guinée jaune, Dioscorea cayenensis Lam.
- L'igname rampante, Dioscorea convolvulacea Schltdl. & Cham.
- L'igname amère ou sauvage, Dioscorea dumetorum (Kunth) Pax
- L'igname des blancs ou petite igname, Dioscorea esculenta (Lour.) Burkill
- L'igname épineuse amère, Dioscorea hispida (en) Dennst.
- L'igname du Japon ou yamaimo (山芋, yamaimo?, "tubercule de montagne"), Dioscorea japonica Thunb.
- L'igname aplatie, Dioscorea nummularia Lam.
- L'igname khmer, Dioscorea oppositifolia L.
- L'igname rouge, Dioscorea pentaphylla L.
- L'igname de Guinée blanche, Dioscorea rotundata Poir., est la plus cultivée de nos jours.
- L'igname couche-couche, Dioscorea trifida L.f.

### Description
Ce sont des plantes grimpantes, volubiles, souvent dioïques. Les feuilles pétiolées, cordiformes, sont selon les espèces alternes ou opposées. À leur aisselle se développent des bulbilles pouvant servir à la multiplication de la plante, et parfois consommables (Dioscorea bulbifera).
Les inflorescences axillaires sont des grappes ou des épis; les fleurs femelles, trimères, à ovaire infère triloculaire donnent des samares à trois ailes.
Les tubercules de forme variable, ovoïde à oblongue, parfois aplatie ou en forme de massue allongée, peuvent atteindre 1 m de longueur et leur poids, généralement de 3 à 5 kg, aller jusqu’à 15 kg. Ils sont garnis d’yeux comme les pommes de terre. La peau est généralement jaune, mais peut être presque blanche ou plus foncée de brunâtre à noirâtre. La chair est généralement blanche, parfois jaunâtre.

### Composition
La composition chimique des tubercules est voisine de celle des pommes de terre avec environ 25 % d’amidon, mais un peu plus de protéines (environ 7 %, quatre fois plus que le manioc). Ils sont très pauvres en matières grasses et en minéraux, et assez riches en vitamine B1 et B6.
Certaines variétés, utilisées par l’industrie pharmaceutique, contiennent des substances de trois types : 
- des alcaloïdes, dont la dioscorine (en),
- des tanins,
- des sapogénines (en), dont la diosgénine (en) qui est aussi utilisée en laboratoire avec d'autres composants pour la préparation de stéroïdes, analogues en particulier de la cortisone, à la progestérone et à des œstrogènes, une fois transformée.

La diosgénine naturelle de l'igname quant à elle, a montré dans différentes études qu'elle intervient comme antioxydant lipophylique et contribue à la bonne transformation des stérols alimentaires, eux-mêmes sources des hormones stéroïdes endogènes.[source secondaire nécessaire]
Les espèces d'ignames pour l'usage alimentaire ou en complément alimentaire sont principalement Dioscorea alata et Dioscorea polystachya.

### Utilisation

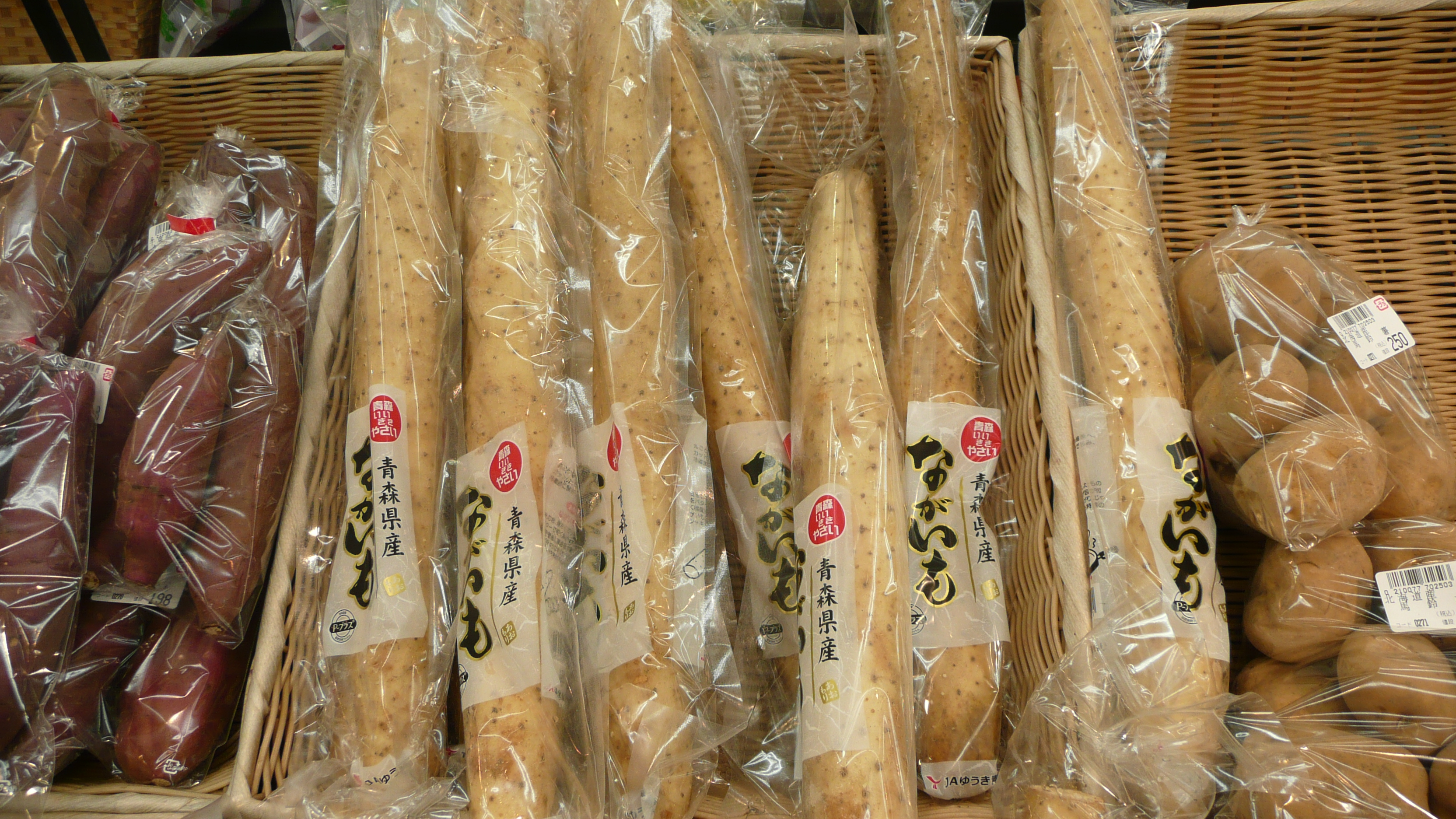
Igname japonais (yamaimo) dans un magasin d'Hamamatsu.

Les ignames sont une culture importante dans le monde. La récolte annuelle est d’environ 74 millions de tonnes sur presque 9 millions d’hectares répartis dans 56 pays. Cette culture a néanmoins régressé devant celle du manioc, plus facile à cultiver selon les variétés, les sols…

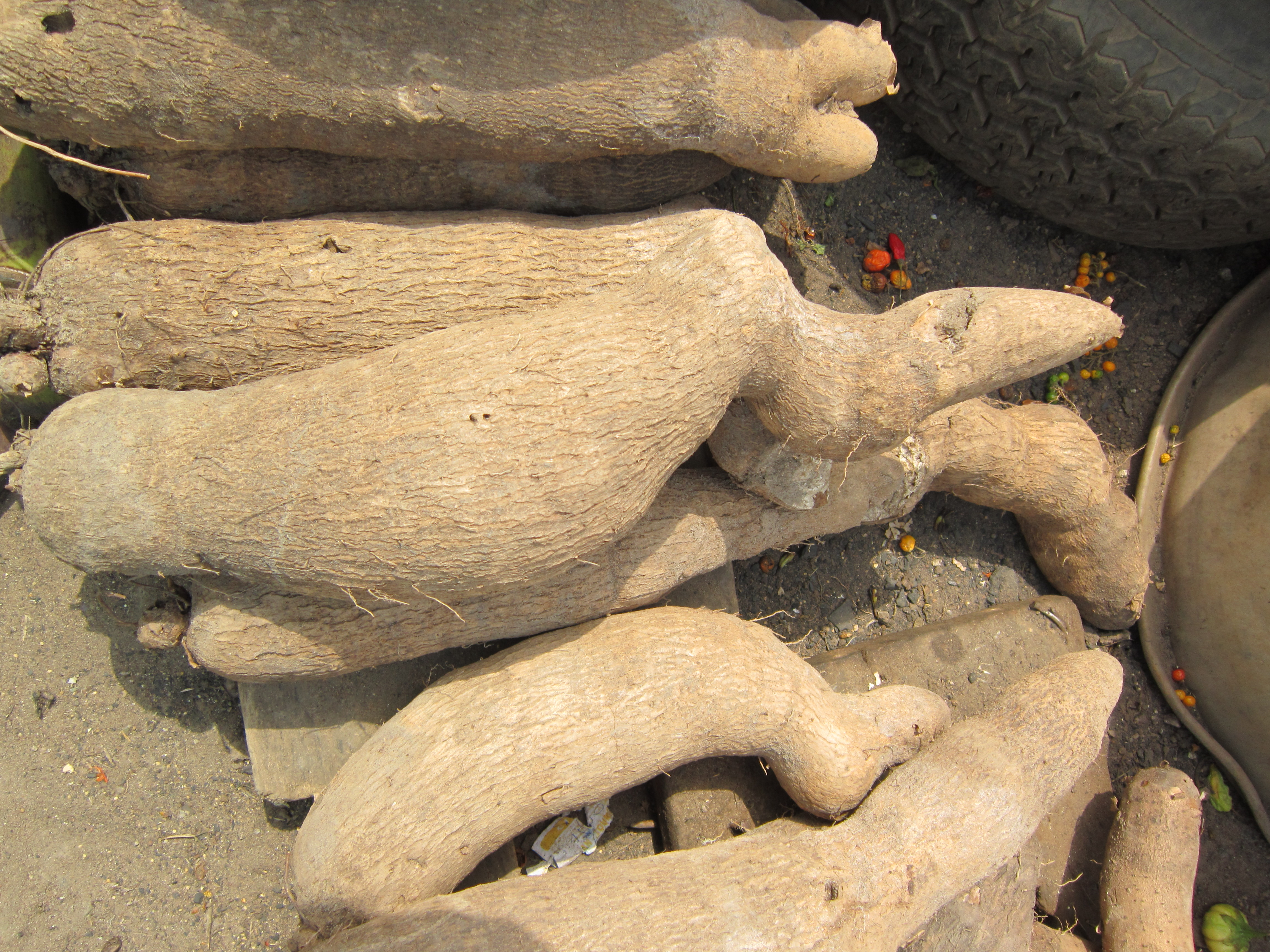
Ignames précoces.

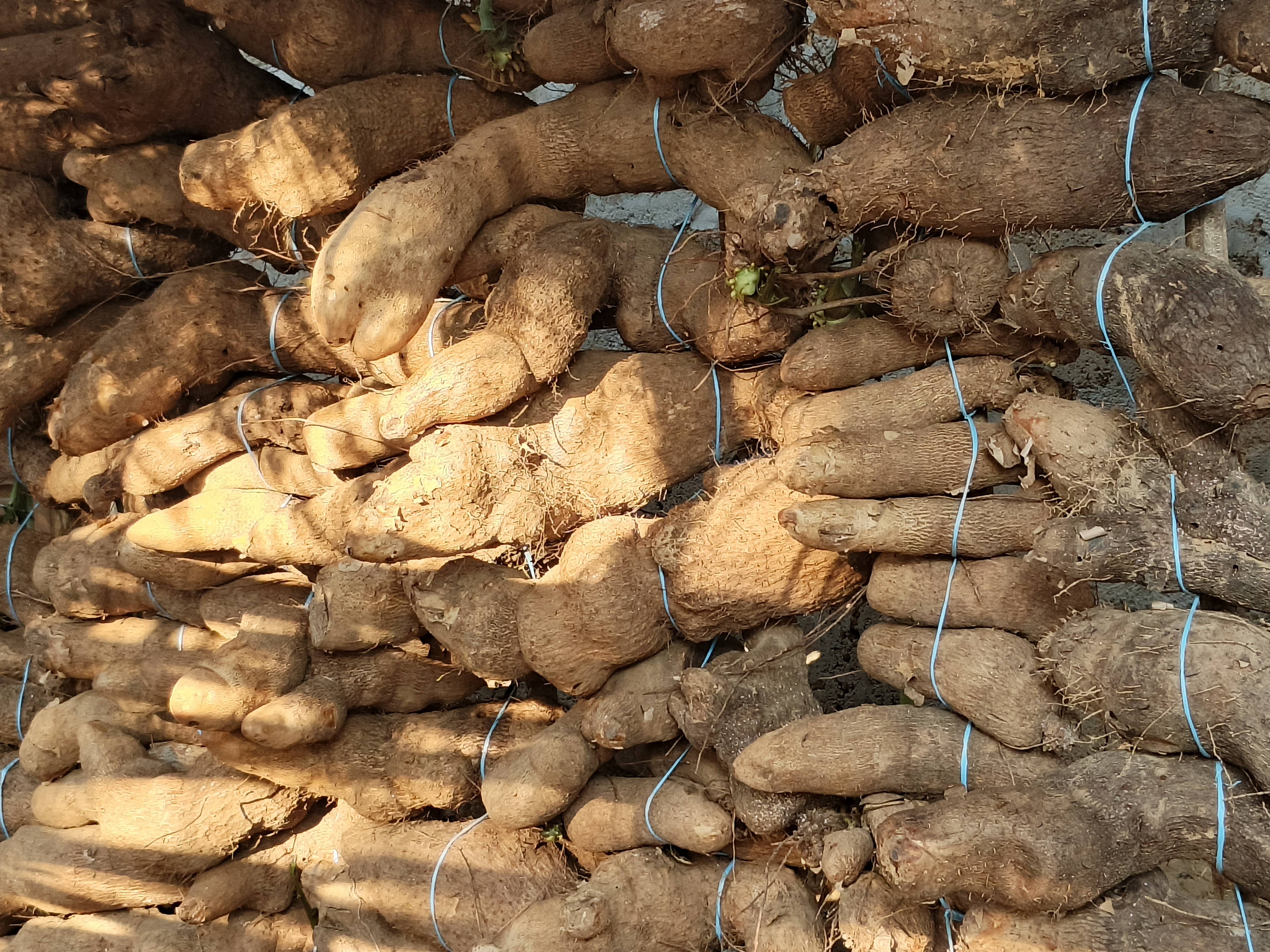
Technique traditionnelle de conservation des ignames en Côte d'Ivoire

Les tubercules riches en amidon sont consommés presque exclusivement dans les régions tropicales.
Les ignames se consomment cuites, braisées, ou frites. Selon les espèces et variétés, le goût est très variable, très agréable, tendre et sucré dans certains cas, farineux, à goût de châtaigne le plus souvent. En Afrique, certaines espèces sont âcres ou amères, mais non toxiques.
Les espèces d'igname alimentaire Dioscorea polystachya et Dioscorea alata sont également consommées sous forme d'extrait en complément alimentaire. Les peuples autochtones en font également de la bière traditionnelle, tel le kalali de Guyane.

### Production
| Ignames, production en tonnes et pourcentage de la production mondiale, par pays. |            |        |            |        |            |        |
|                                                                                   | 1999       | 1999   | 2009       | 2009   | 2019       | 2019   |
| Nigeria                                                                           | 25 873 000 | 66,3 % | 29 091 980 | 61 %   | 50 052 977 | 67,3 % |
| Ghana                                                                             | 3 249 040  | 8,3 %  | 5 777 850  | 12,1 % | 8 288 198  | 11,2 % |
| Côte d'Ivoire                                                                     | 4 336 165  | 11,1 % | 5 313 381  | 11,1 % | 7 176 762  | 9,7 %  |
| Bénin                                                                             | 1 647 010  | 4,2 %  | 2 373 799  | 5 %    | 3 088 498  | 4,2 %  |
| Togo                                                                              | 665 632    | 1,7 %  | 704 414    | 1,4 %  | 874 267    | 1,1 %  |
| Cameroun                                                                          | 261 648    | 0,7 %  | 466 749    | 1 %    | 685 426    | 0,9 %  |
| Tchad                                                                             | 230 000    | 0,6 %  | 330 000    | 0,7 %  | 564 728    | 0,8 %  |
| République centrafricaine                                                         | 360 000    | 0,9 %  | 395 064    | 0,8 %  | 511 321    | 0,7 %  |
| Colombie                                                                          | 209 440    | 0,5 %  | 380 843    | 0,8 %  | 409 165    | 0,6 %  |
| Papouasie-Nouvelle-Guinée                                                         | 230 000    | 0,6 %  | 322 000    | 0,7 %  | 378 116    | 0,5 %  |
| Autres pays                                                                       | 1 948 653  | 5 %    | 2 573 678  | 5,4 %  | 2 292 336  | 3,1 %  |
| Total                                                                             | 39 010 588 | 100 %  | 47 729 758 | 100 %  | 74 321 794 | 100 %  |

## Ipomoea batatas
Par extension, en Amérique du Nord et au Québec, ce qu'on appelle « igname » est souvent, en fait, une patate douce. Elle y a pris ce nom en raison de sa ressemblance approximative avec les tubercules d'ignames « véritables ».

## Importance culturelle
L'igname tient une place importante dans la culture des Igbos, qui organisent traditionnellement la fête du Yam au moment de la moisson de l'igname, en l'honneur d'Ala, déesse de la terre et de la fertilité. L'igname occupe également une grande importance pour les Abelams (en) de Papouasie-Nouvelle-Guinée, pour lesquels l'igname contient l'esprit de leurs ancêtres.
La fête des ignames est une fête célébrée par les ethnies Akan dans les villes de l'est de la Côte d'Ivoire.